# Cristian Toro
Cristian Isaac Toro Carballo (La Asunción, Venezuela, 29 de abril de 1992) es un deportista español que compitió en piragüismo en la modalidad de aguas tranquilas, campeón olímpico en Río de Janeiro 2016.

## Trayectoria
Nació en Venezuela, al poco tiempo se trasladó a España para instalarse en la provincia gallega de Lugo junto con su familia materna. Concretamente, fue en Vivero, donde comenzó la práctica del piragüismo.
Participó en los Juegos Olímpicos de Río de Janeiro 2016, obteniendo una medalla de oro en la prueba de K2 200 m, junto con Saúl Craviotto.
Ganó cuatro medallas de plata en el Campeonato Mundial de Piragüismo, en los años 2017 y 2018, y dos medallas de oro en el Campeonato Europeo de Piragüismo de 2018.
Estudió el grado de Fisioterapia en la Universidad Católica San Antonio de Murcia. Participó en el programa de citas Mujeres y hombres y viceversa de Telecinco. En 2023 se presentó en la lista del partido Vox para las elecciones municipales de Madrid.

## Palmarés internacional
| Juegos Olímpicos   | Juegos Olímpicos            | Juegos Olímpicos | Juegos Olímpicos |
| Año                | Lugar                       | Medalla          | Competición      |
| ------------------ | --------------------------- | ---------------- | ---------------- |
| 2016               | Río de Janeiro (Brasil)     | Medalla de oro   | K2 200 m         |
| Campeonato Mundial |                             |                  |                  |
| Año                | Lugar                       | Medalla          | Competición      |
| 2017               | Račice (República Checa)    | Medalla de plata | K2 200 m         |
| 2017               | Račice (República Checa)    | Medalla de plata | K4 500 m         |
| 2018               | Montemor-o-Velho (Portugal) | Medalla de plata | K2 200 m         |
| 2018               | Montemor-o-Velho (Portugal) | Medalla de plata | K4 500 m         |
| Campeonato Europeo |                             |                  |                  |
| Año                | Lugar                       | Medalla          | Competición      |
| 2018               | Belgrado (Serbia)           | Medalla de oro   | K2 200 m         |
| 2018               | Belgrado (Serbia)           | Medalla de oro   | K4 500 m         |